# Stadio Ezio Scida
Stadio Ezio Scida je fotbalový stadion ve městě Crotone. Jeho stavba byla dokončena v roce 1946. Je pojmenován po bývalém fotbalistovi Ezia Scida, který v roce 1946 zahynul při autonehodě.
Stavební práce byly zahájeny již v roce 1935, ale kvůli válce byly práce přerušeny a dokončen byl v roce 1946. Kapacita stadionu byla 5 000 diváků. Díky lepším výsledkům klubu se stadion v roce 1999 rozšířil a kapacita se rozšířila na 9 400 diváků a poté na 11 640 diváků. V roce 2016 proběhly další renovace a kapacita byla zvýšena na 16 500 míst.